# Кляшево (Іглінський район)
Кля́шево (рос. Кляшево, башк. Келәш) — село у складі Іглінського району Башкортостану, Росія. Входить до складу Уктеєвської сільської ради.
Населення — 168 осіб (2010; 192 в 2002).
Національний склад:
- башкири — 97 %